# 東京12大学広報連絡協議会
東京12大学広報連絡協議会（とうきょう12だいがくこうほうれんらくきょうぎかい）は、東京に本部を置く私立大学12校共同による広報組織である。
東京にある、あるいは本部を置く12大学が共同開催し、各大学の学術研究機関としての研究実績・校風・受験情報等を広報することを目的としている。
“受験生が真に「入りたい大学」の選択ができるよう各大学の教育、研究内容、校風、特色、入学試験などの正確な情報を広く社会に伝えるため”、1964年（昭和39年）に結成された。

## 加盟大学
- 青山学院大学
- 学習院大学
- 國學院大學
- 上智大学
- 専修大学
- 中央大学
- 東海大学
- 日本大学
- 法政大学
- 明治大学
- 立教大学
- 早稲田大学

※五十音順
過去の加盟大学
- 慶應義塾大学(2020年12月を以って脱退)

協議会ホームページのサイト名にも「東京12大学」を用いている。
東京12大学広報連絡協議会は、東京・神田5大学広報会議を主体として結成され、所属校は東京六大学などの大学群とは無関係に構成されている。「東京12大学フェア」として加盟全大学が参加する進学相談会を日本国内7か所で毎年開催している。

## 活動内容
- 共同広報サイトの運営(各加盟大学の紹介および各種イベント・入試情報の告知・資料請求の一括窓口)
- 共同進学相談会「東京12大学フェア」の開催(東京・名古屋・大阪・札幌・仙台・広島・福岡の7都市で毎年開催)

なお、各地での開催の一例として、大阪相談会を取り上げる。大阪相談会の開催は、昭和62年6月27日(土)「第一回東京十二大学フォーラム」初代幹事校：早稲田大学、副幹事校：國學院大學で催された。当相談会は大盛況となり、「関西の私大をはじめ他の多くの私大へ刺激を与えたことも評価されてよかろう。」と報道され、「新しい十二大学の出発点」となった。

## 入会条件
「旧制の大学」、「総合性のある大学」、「広報担当者の熱意」が挙げられている。

## 沿革
「東京12大学広報連絡協議会」に先立つ組織体として、東京・神田地区付近に設置されている、私立大学である5大学（明治大学・法政大学・中央大学・日本大学・専修大学）が結成した東京・神田5大学広報会議が存在している。
これとは別に、「青山学院・中央・日本・法政・明治・立教の六大学で、昭和38年初夏に駿河台の中央大学会館に参集し」、その後、早稲田大学・慶應義塾大学の参加があり、翌39年「東京八大学広報懇談会」が結成された。そして、昭和42年、「上智大学がみなさんの異存がなく参加」して九大学になった。
さらに國學院大學、専修大学、東海大学が同時に加入した。
私立大学を志望する生徒の30％以上を占める組織体であり、「各大学の教育・研究内容、校風や特色、入学試験などの正確な情報を広く社会に伝えていくこと」というコンセプトから広報組織を築いている。実際には旧制大学ではない青山学院大学や、「最後の旧制大学」（大学令に基づく旧制大学ではあるが、戦後になってから設立された）といわれる東海大学も加盟している。そして、加盟大学の数が12となったことから「東京12大学」という愛称が策定された。
2020年　東京12大学Live説明会2020開催。慶應義塾大学が脱退し、新たに学習院大学が参加。